# 普利茅斯縣 (麻薩諸塞州)
普利茅斯縣（英語：Plymouth County）是美国麻薩諸塞州東南海岸的一個縣，面積2,832平方公里。根據2020年美國人口普查，共有人口530,819人。縣治有二：普利茅斯（Plymouth）和布拉克頓（Brockton）。該縣成立於1685年6月2日，原來是普利茅斯殖民地。縣名紀念普利茅斯（中經同名的縣治）。